# Lampetis curvipes
Lampetis curvipes es una especie de escarabajo del género Lampetis, familia Buprestidae. Fue descrita científicamente por Chevrolat en 1838.